# Битка при Ел Мазуко
Битката при Ел Мазуко се води между 6 и 22 септември 1937 г. по време на Гражданската война в Испания като част от Северната офанзива. Републиканската защита на Ел Мазуко и околните планини сприра настъплението на националистите в източна Астурия, въпреки че силите им са седемкратно по-големи.
След седмици на интензивни битки на екстремен терен, защитниците са победени и националистите успяват да се свържат със силите си, настъпващи от Леон, което води до падането на Хихон и евакуацията на Астурия, последната републиканска провинция в Северозападната част Испания.
Тази битка почти сигурно е първото използване на килимни бомбардировки срещу военна цел.

## Прелюдия
След падането на Билбао и поражението на републиканските сили, защитаващи Сантандер, републиканската крепост Астурия е изолирана от правителствените армии в южната и източната част на Испания. Лидерът на националистическите сили около Астурия, генерал Фидел Давила, атакува от юг и от изток, очаквайки малка съпротива от деморализираните републиканци.
Първата републиканска линия, по поречието на река Дева, скоро е превзета и град Ланес пада на 5 септември 1937 г. Националистите трябва да се справят със защитниците от тези планини, за да напреднат, и за да направят това, те планират движение в клещи, движещи се на югозапад от Ланес и на запад, покрай река Керс, от Панес към Кабралес.
И на двата фронта насеченият терен и твърдата съпротива на републиканците спират настъплението. Тогава става ясно, че планините на Сиера де Куера са жизненоважни за защитата на Астурия, а ключът към Сиера де Куера е проходът Ел Мазуко.

## Численост
Националистическите сили се състоят от четири наварски бригади (33 000 души), под командването на генерал Хосе Солчага в Ланес, с 15 артилерийски батареи и силна въздушна подкрепа (включително нацисткия Легион „Кондор“, отчасти базиран на летището Кю). Проходът Ел Мазуко е само на 5 километра от морето, така че крайцерът „Almirante Cervera“ също може да използва своите оръдия в битката.
Астурийските и някои баски и сантандерски сили (републиканци) се състоят от три отслабени бригади (общо по-малко от 5 000 души), под командването на полковници Хуан Ибарола Оруета и Франсиско Галан в Мере, с малко артилерия и без въздушна поддръжка.

## Битката
На 6 септември 1-ва наварска националистическа бригада не успява да пробие отбранителната линия на врага, така легионът „Кондор“ е повикан да бомбардира интензивно позициите на републиканците. На следващия ден републиканците продължават да бъдат подлагани на масирани бомбардировки с фугасни и запалителни бомби. На 8 септември, в гъста мъгла, противниците се сблъскват в ожесточен ръкопашен бой, а на южния фронт националистите успяват да напреднат 2 километра.
На 9 септември националистите обграждат и заемат позициите пред Ел Мазуко, но през следващите дни не могат да напреднат, затова отново прибягват до масирани въздушни бомбардировки (т.нар. „килимни бомбардировки“) и артилерия. 10 септември при Торнерия, войниците от 1-ва бригада на Навара напредват през мъглата и след тежка битка превземат Сиера де Бифорко, но не достигат Сиера Лабрес (под прохода Ел Мазуко), който е ключът към защитата.
Тъй като не могат да напреднат в долината, националистите решават първо да превземат височините под връх Турбина (1 315 метра над морското равнище). В задната част над Ел Мазуко е Пеня Бланка (1 176 метра), която е защитавана от батальон морски пехотинци, формирани от екипите на републиканските кораби, останали в Сантандер.
На 13 септември републиканският фронт северозападно от Ел Мазуко започва да отслабва под многократни артилерийски атаки, което принуждава републиканските войски да се оттеглят на 14 септември и да отстъпят Сиера де Лабрес. По същото време на 14 септември пада връх Турбина. На юг републиканците все още държат трите върха на Пеня Бланка пред река Бедон.
Националистите изпращат най-малко шестнадесет батальона, за да ги заловят. Лошото време с дъжд и дори сняг временно преустановява военните действия. На 18 септември, с настъпването на хубавото време, бомбардировките от германски и италиански самолети са възобновени. Четири дни се повтаря същият сценарий: въздушна бомбардировка, пехотно нападение, отстъпление от страна на републиканците. Накрая на 22 септември Пеня Бланка е в ръцете на националистите. На върха, сред рововете, ръчно изкопани в скалите, победителите откриват 100 трупа на републикански моряци.

## Последици
Защитата на Ел Мазуко дава надежда за спиране на настъплението на националистите до зимата; ако това бъде постигнато, тогава ходът на войната ще бъде различен. Замесените трети страни, по-специално Легион „Кондор“, научават ценни уроци, които по-късно са приложени на европейския театър на последвалата Втора световна война.
Защитата на Ел Мазуко също така позволява на републиканците на запад в Астурия известно пространство за глътка въздух и шанс да се прегрупират, но в крайна сметка това няма голямо значение. Националистите на Източния фронт скоро се присъединяват към силите, настъпващи от Леон при Инфиесто, и се приближават до Хихон. Хихон, последната републиканска крепост в Северна Испания, пада на 21 октомври.